# Isoperla coushatta
Isoperla coushatta är en bäcksländeart som beskrevs av Szczytko och Stewart 1976. Isoperla coushatta ingår i släktet Isoperla och familjen rovbäcksländor. Inga underarter finns listade i Catalogue of Life.